# Apeadero de Arronches
El Apeadero de Arronches es una estación ferroviaria desactivada de la Línea del Este, que servía a la localidad de Arronches, en el Distrito de Portalegre, en Portugal.

## Historia
Esta plataforma se encuentra en el tramo entre las Estaciones de Crato y Elvas de la Línea del Este, que entró en servicio el 4 de julio de 1863, por la Compañía Real de los Caminhos de Ferro Portugueses.